# Tagaytay (cheval)
Pour les articles homonymes, voir Baguio.
Le Tagaytay  est une race de chevaux de selle et de poneys, originaire des Philippines. Il présente des origines chinoises, arabes et ibériques. Comme le Baguio, il présente le type du poney d'Asie du Sud-Est, et un tempérament robuste et calme. Cette race est surtout utilisée pour les activités du tourisme. 

## Sources
Cette race n'est pas citée dans l'ouvrage de référence du centre international de biosciences agricoles CAB International. Elle figure en revanche dans la base de données DAD-IS et dans le guide Delachaux.

## Histoire
Les origines de la race sont chinoises, arabes et ibériques.

## Description
La base de données DAD-IS distingue deux types de chevaux sous le nom de « Tagaytay », un poney et un cheval de selle léger. Le poney mesurerait environ 1,34 m.
D'après le guide Delachaux, il existe différents types de poneys philippins, dont le Tagaytay est un exemple primitif. La tête est de profil rectiligne et l'encolure est courte. Les membres sont fins. Cet ouvrage décrit le tempérament comme robuste, affectueux et patient. 
Les robes baies sous toutes leur nuances, grises, et rouannes, sont représentées.

## Utilisations
L'équitation de loisir, et tout particulièrement le tourisme à cheval, constitue le principal usage de la race. Le parc Tagaytay Ridge propose ainsi des balades sur le poney local,, de même que Taal Vista Lodge.
Ces animaux servent toujours au transport en montagne, peuvent être attelés, et utilisés dans des travaux d'agriculture. Il est possible qu'ils participent à des combats d'étalons organisés, pratique officiellement interdite mais toujours présente aux Philippines.

## Diffusion de l'élevage
C'est une race native des Philippines. L'étude menée par l'Université d'Uppsala, publiée en août 2010 pour la FAO, signale le Tagaytay comme race de chevaux locale asiatique, dont le niveau de menace est inconnu. Le niveau de menace sur la race n'est pas renseigné dans DAD-IS, qu'il s'agisse du type poney ou du type selle. 